# High Commissioner of New Zealand to the United Kingdom
Der High Commissioner of New Zealand to the United Kingdom (deutsch: Hochkommissar von Neuseeland im Vereinigten Königreich) ist im System des Commonwealth of Nations der höchste diplomatische Vertreter Neuseelands im Vereinigten Königreich.

## Geschichte
Zur Zeit des Britischen Empire wurden die diplomatischen Vertretungen zwischen den Commonwealth-Mitgliedsländern als „High Commissions“ (Hochkommissariate) bezeichnet und verwaltet und nicht als Botschaften. Entsprechend gab es keinen Botschafter, sondern der „High Commissioner“ (Hochkommissar) nahm die Vertretung seines Landes gegenüber den anderen Commonwealth-Mitgliedsländern wahr. Diese Regelung behielten die Commonwealth-Länder nach ihrer Unabhängigkeit vom Britischen Empire bei. Alle anderen diplomatischen Vertretungen in und zu anderen Ländern werden als Botschaften bezeichnet und von einem Botschafter geführt.
Die High Commissioner, die für die jeweiligen Commonwealth-Mitgliedsländern entsandt werden, werden vom Minister des Ministry of Foreign Affairs and Trade bestimmt. Der derzeitige High Commissioner ist Hamish Cooper und wurde Ende Mai 2025 für die Position ernannt.

## Liste der bisherigen Hochkommissare
| lfn | Name (Lebensdaten)                | Portrait | von            | bis            | Anmerkungen                                                                        |
| --- | --------------------------------- | -------- | -------------- | -------------- | ---------------------------------------------------------------------------------- |
| 01  | Isaac Featherston (1807–1879)     |          | März 1871      | September 1876 | Agent-General                                                                      |
| 02  | Julius Vogel (1835–1899)          |          | September 1876 | Dezember 1880  | Agent-General                                                                      |
| 03  | Dillon Bell (1822–1898)           |          | Dezember 1880  | September 1891 | Agent-General                                                                      |
| 04  | Westby Perceval (1854–1928)       |          | September 1891 | Dezember 1895  | Agent-General                                                                      |
| 05  | William Pember Reeves (1857–1932) |          | Dezember 1895  | Dezember 1908  | Agent-General                                                                      |
| 06  | William Hall-Jones (1851–1936)    |          | Dezember 1908  | August 1912    | High Commissioner                                                                  |
| 07  | Thomas Mackenzie (1853–1930))     |          | August 1912    | Juni 1920      | High Commissioner                                                                  |
| 08  | James Allen (1855–1942)           |          | Juni 1920      | Juli 1926      | High Commissioner                                                                  |
| 09  | James Parr (1869–941)             |          | Juni 1920      | Januar 1930    | High Commissioner                                                                  |
| 10  | Thomas Wilford (1870–1939)        |          | Januar 1930    | Januar 1934    | High Commissioner                                                                  |
| 11  | James Parr (1869–941)             |          | Januar 1934    | September 1936 | High Commissioner                                                                  |
| 12  | Bill Jordan (1879–1959)           |          | September 1936 | September 1951 | High Commissioner                                                                  |
| 13  | Frederick Doidge 1884–1954)       |          | September 1951 | Mai 1954       | starb im Amt als High Commissioner                                                 |
| 14  | Clifton Webb (1889–1962)          |          | Januar 1955    | März 1958      | High Commissioner                                                                  |
| 15  | Dick Campbell (1897–1974)         |          | April 1958     | September 1958 | Acting High Commissioner                                                           |
| 16  | George Laking (1912–2008)         |          | September 1958 | März 1961      | Acting High Commissioner                                                           |
| 17  | Thomas Macdonald (1898–1980)      |          | März 1961      | März 1968      | High Commissioner                                                                  |
| 18  | Hunter Wade (1916–2011)           |          | März 1968      | Mai 1968       | Acting High Commissioner                                                           |
| 19  | Denis Blundell (1907–1984)        |          | Mai 1968       | August 1972    | High Commissioner                                                                  |
| 20  | Merv Norrish (1926–2021)          |          | August 1972    | März 1973      | Acting High Commissioner                                                           |
| 21  | Terence McCombs (1905–1982)       |          | März 1973      | März 1975      | High Commissioner                                                                  |
| 22  | Hugh Watt (1912–1980)             |          | März 1975      | Juni 1976      | High Commissioner                                                                  |
| 23  | Douglas Carter (1908–1988)        |          | Juni 1976      | Juli 1979      | High Commissioner                                                                  |
| 24  | Les Gandar (1919–1994)            |          | Juli 1979      | September 1982 | High Commissioner                                                                  |
| 25  | Bill Young (1913–2009)            |          | September 1982 | Februar 1985   | High Commissioner                                                                  |
| 26  | Joe Walding (1926–1985)           |          | Februar 1985   | Oktober 1985   | starb im Amt als High Commissioner                                                 |
| 27  | Bryce Harland (1931–2006)         |          | Oktober 1985   | Juni 1991      | High Commissioner                                                                  |
| 28  | George Gair (1926–2015)           |          | Juni 1991      | April 1994     | High Commissioner                                                                  |
| 29  | John Collinge (* 1939)            |          | April 1994     | Mai 1997       | High Commissioner                                                                  |
| 30  | Richard Grant (* 1945)            |          | Mai 1997       | Januar 1999    | High Commissioner                                                                  |
| 31  | Paul East (1946–2023)             |          | Januar 1999    | Januar 2002    | High Commissioner                                                                  |
| 32  | Russell Marshall (1936–2025)      |          | Januar 2002    | Januar 2005    | High Commissioner                                                                  |
| 33  | Jonathan Hunt (1938–2024)         |          | April 2005     | März 2008      | High Commissioner                                                                  |
| 34  | Derek Leask (* 1948)              |          | März 2008      | November 2012  | High Commissioner                                                                  |
|     |                                   |          | November 2012  | März 2013      | war die Position des High Commissioner vakant                                      |
| 35  | Lockwood Smith (* 1948)           |          | März 2013      | März 2017      | High Commissioner                                                                  |
| 36  | Jerry Mateparae (* 1954)          |          | März 2017      | April 2020     | High Commissioner für UK und Irland                                                |
| 37  | Bede Corry (* 1964)               |          | April 2020     | September 2022 | High Commissioner                                                                  |
| 38  | Shannon Austin                    |          | September 2022 | Januar 2023    | Acting High Commissioner                                                           |
| 39  | Phil Goff (* 1953)                |          | Januar 2023    | März 2025      | High Commissioner . Wurde durch Außenminister Winston Peters seines Amtes enthoben |
| 40  | Chris Seed                        |          | März 2025      | September 2025 | Acting High Commissioner                                                           |
| 41  | Hamish Cooper                     |          | September 2025 |                | High Commissioner                                                                  |